# Bondoufle
Bondoufle település Franciaországban, Essonne megyében. Lakosainak száma 10 833 fő (2022. január 1.). Bondoufle Ris-Orangis, Fleury-Mérogis, Lisses, Le Plessis-Pâté, Vert-le-Grand és Évry-Courcouronnes községekkel határos.

## Népesség
A település népességének változása:
| Lakosok száma | 9198 | 9066 | 9494 | 9538 | 9765 | 10 046 | 10 326 | 10 862 | 10 833 |
|               | 2013 | 2015 | 2016 | 2017 | 2018 | 2019   | 2020   | 2021   | 2022   |